# Statue équestre de Jeanne d'Arc (place des Pyramides)
Pour les articles homonymes, voir Statue équestre de Jeanne d'Arc.
Le Monument à Jeanne d'Arc est une statue équestre de Jeanne d'Arc réalisée par le sculpteur français Emmanuel Frémiet. Inauguré en 1874, il est situé place des Pyramides, dans le 1er arrondissement de Paris, en France.

## Description
Ce monument est une statue équestre en bronze doré. Jeanne d'Arc, tête nue et portant une armure, chevauche un puissant cheval caparaçonné et brandit son étendard de la main droite.

## Localisation
La statue est située au centre de la place des Pyramides, dans le 1er arrondissement de Paris. Son emplacement se situe à proximité du lieu où Jeanne d'Arc aurait été blessée lors de sa tentative ratée de prise de Paris.

## Historique
Le monument est une commande du gouvernement français faisant suite à la défaite du pays dans la guerre franco-allemande de 1870. Parmi les 150 statues érigées à Paris au cours de la période 1870-1914, qualifiée d'« âge d'or de la statuomanie », celle de Jeanne d'Arc est l'unique commande publique passée par l'État (les autres étant dues à des initiatives privées). La symbolique de la statue est « la reconquête ».
Elle est exécutée par Emmanuel Frémiet, qui prend comme modèle Aimée Girod (1856-1937), paysanne lorraine vivant alors à Domrémy, le village de Jeanne d'Arc, qui mourra ironiquement brûlée vive dans l'incendie de son immeuble en mai 1937, tout comme Jeanne d'Arc en 1431[réf. à confirmer]. Il la juche sur un puissant cheval de labour.

La statue est installée le 20 février 1874 et inaugurée la même année. Le piédestal est dessiné par l'architecte Paul Abadie et la grille élaborée par Gabriel Davioud protège celui-ci. Cette statue de bronze est fondue par la fonderie Thiébaut Frères,,. La réception de ce groupe déçut l'artiste : On critiqua les amples proportions - pourtant réalistes - du cheval au sommet duquel disparaissait la frêle jeune fille. Pourtant dans Le Temps du 16 juin 1889, alors que Frémiet présente une nouvelle version de cette statue, le critique d'art Paul Mantz juge positivement le travail du sculpteur pour la première version déjà installée sur la place des Pyramides : 
« [Fremiet] …avait fait jadis la statue équestre de la place des Pyramides, et, avec cette loyauté touchante qui est au fond de sa conscience d'artiste, il craignait de ne pas avoir complètement réussi. Nous pouvons aujourd'hui rassurer M. Fremiet, il était le seul à Paris à n'être pas satisfait de son œuvre, la Jeanne d'Arc de la place des Pyramides, un peu grêle, un peu fillette, sur son énorme cheval de travail, est une des figures les plus originales de ce temps, et si, aux premières heures, elle a surpris quelques personnes, elle a bientôt fait la conquête des bons juges, nous sommes tous d'accord pour trouver intelligent, subtil même, le contraste qui existe entre la jeunesse de la petite combattante et la rustique monture qu'elle chevauche. Quoi qu'on ait pu dire à l'origine, la Jeanne d'Arc de la place des Pyramides est une œuvre de haute valeur, et beaucoup d'entre nous ne voyaient pas la nécessité de la corriger. […] …il nous fâcherait que la statue de la place des Pyramides fût détrônée par sa sœur cadette. M. Fremiet serait cruel s'il entendait nous priver d'une œuvre où il a tout dit et d'une image que nous aimons. »
La nouvelle version de la statue exécutée en 1889 par Frémiet, pour la ville de Nancy, est financée par le mécène Osiris et installée sur la place Lafayette. Le cheval est réduit de taille. En 1899, Frémiet remplace le cheval de Paris par le modèle de Nancy, ce qui provoque une polémique.
Le monument fait l'objet d'un classement au titre des monuments historiques depuis le 31 mars 1992.

## Répliques
La version de Frémiet de Jeanne d'Arc à cheval est reproduite en de nombreux exemplaires, on la retrouve entre autres à Lille, Compiègne, Saint-Étienne, La Nouvelle-Orléans, Philadelphie, Portland et Melbourne.

## Postérité
Souvent, le 1er mai, la manifestation annuelle du Front national — renommé Rassemblement national en 2018 — en l'honneur de Jeanne d'Arc prend la statue de la place des Pyramides comme lieu de rendez-vous. Il en est de même de son ancien président Jean-Marie Le Pen et ses fidèles, lors d'un rassemblement différent organisé depuis les années 2010. Cette tradition est un héritage des ligues d'extrême droite de la fin du XIXe siècle et du début du XXe siècle : on peut notamment citer l'Union nationale qui, en 1894, semble avoir été la première à avoir organisé une manifestation devant la statue, puis l'Action française ou encore la petite Ligue de la Rose-Blanche d'Achille Joinard, qui déposa en 1907 et 1908 des gerbes de roses blanches et des lys devant la statue.
La statue est l'un des objectifs d'un groupe de jeunes terroristes, personnages centraux du film Nocturama, réalisé par Bertrand Bonello et sorti en 2016. L'incendie, provoqué par une explosion, qui à l'écran dans plusieurs séquences du film ravage la statue, est un effet spécial numérique.
En 2019, la statue est un décor de l'opéra La traviata dans la mise en scène de Simon Stone à l'Opéra Garnier.

## Images

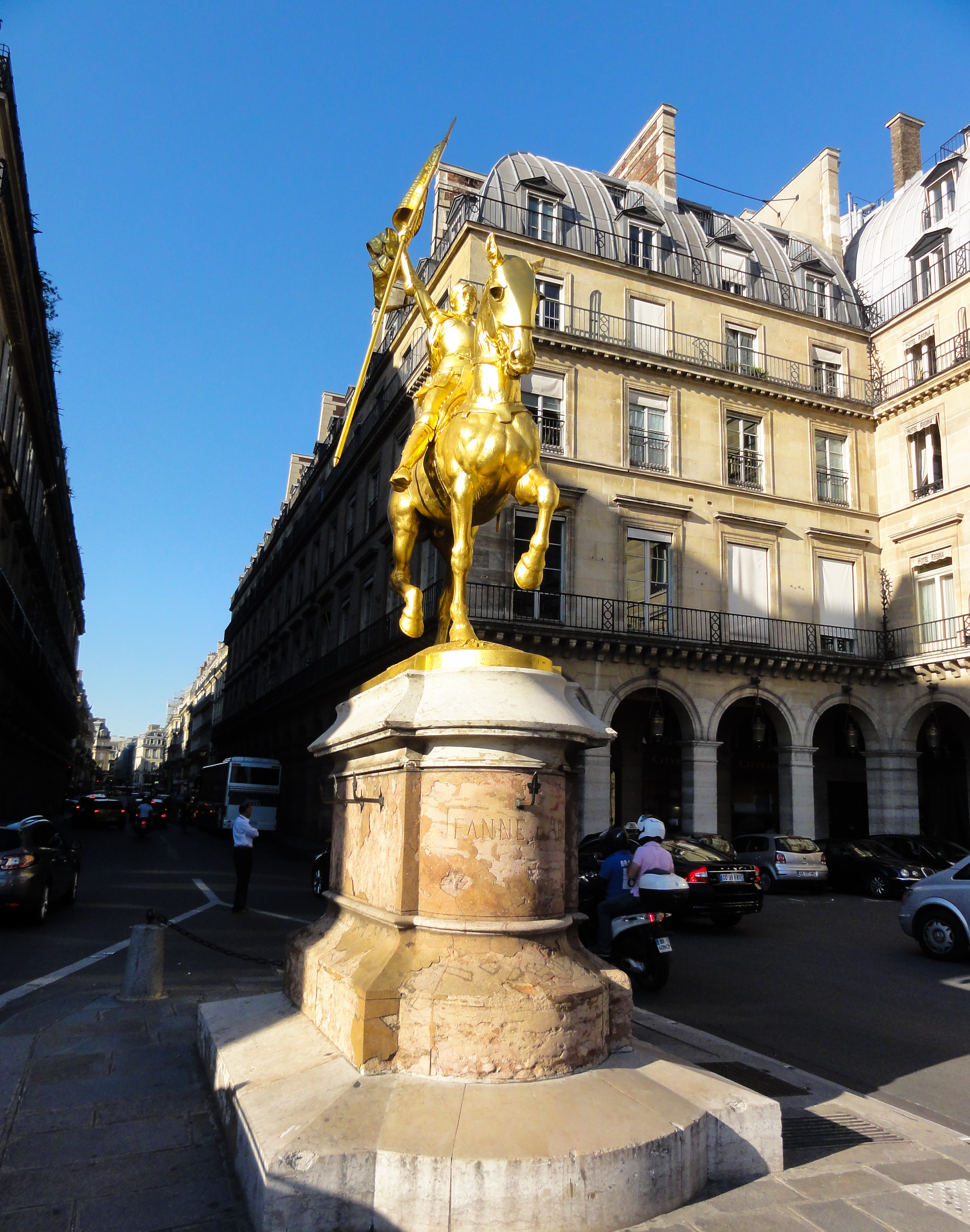
Place des Pyramides avec le monument, au débouché de la rue des Pyramides.
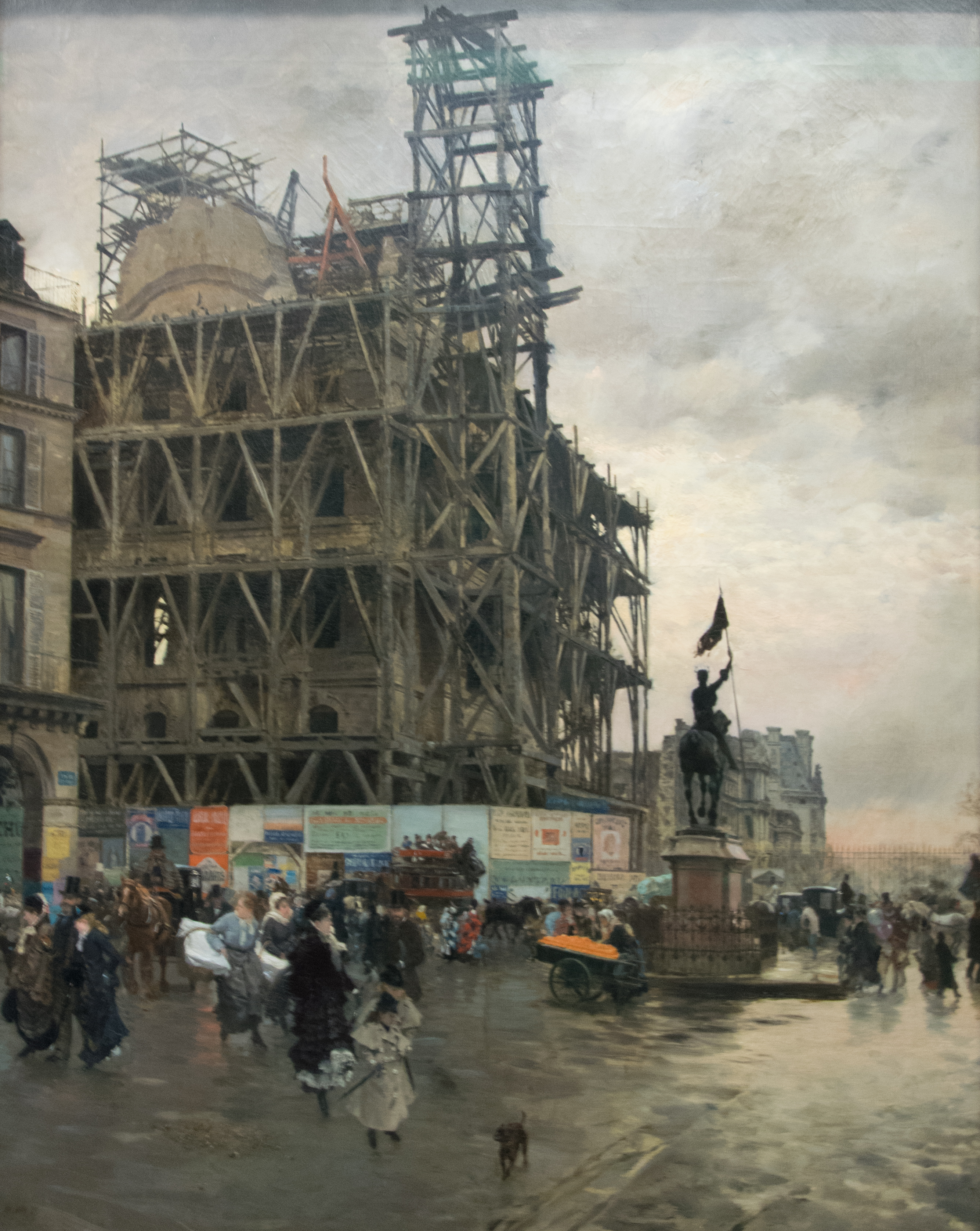
Giuseppe De Nittis, Place des Pyramides (1876), Paris, musée d'Orsay. Le bâtiment couvert d’échafaudages est le pavillon de Marsan, alors en cours de reconstruction.